# Microsoft V-Chat

Microsoft V-Chat en Windows XP

Microsoft V-Chat es un programa de chat 3D gratuito lanzado en diciembre de 1995 por Microsoft. V-Chat es un cliente de chat para socializar multiusuario, que permite a las personas interactuar en línea, desde un entorno 2D o 3D, utilizando representaciones gráficas de sí mismos, o sobre otras cosas (como por ejemplo personajes ficticios), en forma de avatares. Los avatares de V-Chat tienen una gama completa de gestos, que permiten a los usuarios expresarse en línea. V-Chat permite a los usuarios seleccionar entre una amplia variedad de avatares existentes, o crear avatares personalizados, utilizando el Asistente de avatar de V-Chat. Los sonidos, animaciones e imágenes crean el ambiente y el contexto para estos entornos sociales. 

Microsoft V-Chat en el mundo Simple Town

Ha sido discontinuado, ya que Microsoft deseaba centrarse en otros proyectos, como MSN y MSN Messenger (el cual posteriormente se nombró WLM). pero todavía se puede descargar desde otros sitios. V-Chat fue un precursor experimental de un proyecto más ambicioso llamado V-Worlds, que se completó pero nunca se implementó ampliamente.[cita requerida]

## Servidores
Varios usuarios, tras el cierre de los servidores oficiales, se han dedicado a crear y personalizar los suyos, para que los demás usuarios logren volver socializar dentro de V-Chat. Estos servidores eran con protocolo IRC tras la versión de V-Chat 2.0 (Ya que la versión 1.1 no lo admitía), aunque a la hora de conectar, tenía varios problemas, hasta el punto de llegar a expulsarte permanente o temporalmente del servidor IRC.  Lamentablemente para los usuarios, ya no hay servidores activos no-oficiales para socializar dentro de V-Chat.

## Mundos[3]

### Mundos de V-Chat 1.1

Captura del mundo Table Top (V1.1)

Captura del mundo Lodge (V1.1)

Captura del mundo Red Den (V1.1)

Captura del mundo Lobby (V2 Beta)

Captura del mundo Hanami (V2)

-Compass
-Table Top
-Fishbowl
-Lodge
-Bugworld
-Lunar Islands
-Red Den

### Mundos de V-Chat 2 Beta
-Homespace
-Lobby

### Mundos de V-Chat 2

Captura del mundo Help (V2)

Captura del mundo Mall (V2)

-Basketball World
-Cartoon City
-Compass
-Euro Stadium
-Gallery
-Hanami
-Help
-Homespace
-Kiva Underground
-Kiva World
-Lava Love Lounge
-Little House
-Lobby
-Mall
-Outer World
-Paradise Island
-Standing Stone
-Theater Chat
-Waterhole